# 越戸町 (田原市)
越戸町（おっとちょう）は、愛知県田原市の地名。19の小字が設置されている。

## 地理
旧赤羽根町西端部に位置する。東は若見町、南は太平洋に接する。太平洋に面することから、渥美半島において一番温暖な集落であるとされる。かつては半農半漁村であったが、その気候を生かした電照菊およびメロン、花卉栽培が盛んに行われるようになったために、その多くが転換した。

### 字一覧
字名は以下の通りである。
| - 大山（おおやま） - 曲尺手（かねんて） - 狐沢（きつねざわ） - 九五三（くごみ） - 古今（こいま） - 才八（さいはち） - 清水（しみず） | - 田尻（たじり） - 立岩（たていわ） - 出口（でぐち） - 寺前（てらまえ） - 童子（どうじ） - 長尾（ながお） | - 中島（なかじま） - 番土（ばんど） - 広畑（ひろはた） - 三竹（みたけ） - 宮下（みやした） - 山下（やました） |

### 河川
- 庄五郎川[8]
- 弘法川[8]

### 山岳
- 大山[5]

越戸町はこの山の南麓にあたる。南斜面は約30ヘクタールの原生林が残り、周辺唯一の常緑広葉樹林が広がっている。

## 歴史

### 地名の由来
当地に住人が越してきたことによるとされる。

### 沿革
- 江戸時代 - 三河国渥美郡田原藩領の越戸村として所在[8]。
- 1873年（明治6年） - 見海寺において越戸学校を設立[8]。
- 1883年（明治16年） - 大山下海岸に私設灯台の建設が開始される。
- 1888年（明治21年）7月19日 - 私設の「大山灯台」が竣工する[10]。
  - その後、山岡鉄舟から灯台のことを伝えられた久邇宮朝彦親王が「いくちよも 栄む色の みゆるかな 松はみどりの はるを重ねて」と詠んで、短冊を下賜した[11]。
- 1889年（明治22年） - 合併に伴い、若戸村大字越戸となる[8]。
- 1906年（明治39年） - 合併に伴い、赤羽根村大字越戸となる[8]。
- 1946年（昭和21年） - 大山無線中継所が設置される[8]。
- 1958年（昭和33年） - 町制施行に伴い、赤羽根町大字越戸となる[8]。

## 世帯数と人口
2015年（平成27年）10月1日現在の世帯数と人口は以下の通りである。
| 町丁   | 世帯数  | 人口  |
| ------ | ------- | ----- |
| 越戸町 | 119世帯 | 393人 |

### 人口の変遷
国勢調査による人口の推移
| 2005年（平成17年） | 417人 | [ 12 ] |  |
| 2010年（平成22年） | 413人 | [ 13 ] |  |
| 2015年（平成27年） | 393人 | [ 2 ]  |  |

## 学区
市立小・中学校に通う場合、学区は以下の通りとなる。また、公立高等学校に通う場合の学区は以下の通りとなる。
| 番・番地等 | 小学校             | 中学校               | 高等学校 |
| ---------- | ------------------ | -------------------- | -------- |
| 全域       | 田原市立若戸小学校 | 田原市立赤羽根中学校 | 三河学区 |

## 施設
- 越戸公民館[5]
- 度会医院[5]
- 白山比咩神社[5]
- 高根社[5]
- 御岳神社[5]
- 大山咋神[5]
- 真宗高田派法林寺[5]

## その他

### 日本郵便
- 郵便番号 : 441-3504[3]（集配局：田原郵便局[16]）。